# Георгиос Дельос
Георгиос Дельос (на гръцки: Γιώργος Δέλιος) е гръцки писател от Северна Гърция.

## Биография
Роден е в 1897 година в халкидическото село Вавдос, Османската империя. Учи в Солун, където прекарва целия си живот. Научава английски и френски език. Посещава лекциите във Философския факултет на Солунския университет като слушател. Председател е на филиала на Туристическия съюз в Солун и член-основател на спортен клуб „Арис“. Работил е като железопътен служител, като секретар на Общинския съвет на града и като програмен директор на Държавното радио в Солун. Председател е на Солунското литературно дружество от 1962 до 1977 година, а по-късно е негов почетен председател. Носител е на наградата на дем Солун, наградата на Обществото за македонски изследвания. В 1975 година е удостоен с втора държавна литературна награда за есето си „Физиономии на чуждестранната художествена реч“.
Умира от рак в Солун на 24 юли 1980 година.

## Творчество
Дебютира в литературата в 1930 година с театралната едноактова пиеса „През пламъците“, а две години по-късно в 1932 година публикува театралния текст „Нови светове“ и участва в основаването и редактирането на важното междувоенно литературно списание „Македоникес Имерес“ (Македонски дни) заедно със Стельос Ксефлудас, Алкивиадис Янопулос, Георгиос Вафопулос и Петрос Спандонидис. Публикува в списания и вестници в Солун. Четири години по-късно издава първия си роман, озаглавен „Носталгични хора“. Следват романи, разкази, пътеписи, литературни преводи на повлияли му писатели като Вирджиния Улф и Марсел Пруст, както и експериментални и критични творби.
Дельос изследва вътрешния монолог и се отличава със слабо структурирано и емоционално заредено писане със силни поетически измерения, но често се отклонява и към по-приземен литературен израз, насочвайки погледа си към социалната и екологичната среда.